# Grand Prix de Patinação Artística no Gelo de 2000–01
O Grand Prix de Patinação Artística no Gelo de 2000–01 foi a sexta temporada do Grand Prix ISU, uma série de competições de patinação artística no gelo disputada na temporada 2000–01. São distribuídas medalhas em quatro disciplinas, individual masculino e individual feminino, duplas e dança no gelo. Os patinadores ganham pontos com base na sua posição em cada evento e os seis primeiros de cada disciplina são qualificados para competir na final do Grand Prix, realizada em Tóquio, Japão.
A competição foi organizada pela União Internacional de Patinação (em inglês:  International Skating Union), a série Grand Prix começou em 26 de outubro e continuaram até 18 dezembro de 2000.

## Calendário
| #     | Evento                             | Localização                          | Data                         |
| ----- | ---------------------------------- | ------------------------------------ | ---------------------------- |
| 1     | Skate America de 2000              | Colorado Springs, CO, Estados Unidos | 26–29 de outubro             |
| 2     | Skate Canada International de 2000 | Mississauga, ON, Canadá              | 2–5 de novembro              |
| 3     | Sparkassen Cup on Ice de 2000      | Gelsenkirchen, Alemanha              | 9–12 de novembro             |
| 4     | Cup of Russia de 2000              | São Petersburgo, Rússia              | 16–19 de novembro            |
| 5     | Trophée Lalique de 2000            | Paris, França                        | 23–26 de novembro            |
| 6     | NHK Trophy de 2000                 | Asahikawa, Japão                     | 30 de novembro–3 de dezembro |
| Final | Final do Grand Prix de 2000–01     | Tóquio, Japão                        | 15–18 de dezembro            |

## Medalhistas

### Skate America
| Evento                        | Ouro                                             | Prata                                            | Bronze                                      | Ref   |
| Individual masculino detalhes | Timothy Goebel · Estados Unidos                  | Alexei Yagudin · Rússia                          | Todd Eldredge · Estados Unidos              | [ 1 ] |
| Individual feminino detalhes  | Michelle Kwan · Estados Unidos                   | Sarah Hughes · Estados Unidos                    | Elena Sokolova · Rússia                     | [ 1 ] |
| Duplas detalhes               | Jamie Salé · David Pelletier · Canadá            | Shen Xue · Zhao Hongbo · China                   | Tatiana Totmianina · Maxim Marinin · Rússia | [ 1 ] |
| Dança no gelo detalhes        | Barbara Fusar-Poli · Maurizio Margaglio · Itália | Margarita Drobiazko · Povilas Vanagas · Lituânia | Shae Lynne Bourne · Victor Kraatz · Canadá  | [ 1 ] |

### Skate Canada International
| Evento                        | Ouro                                        | Prata                                          | Bronze                                          | Ref   |
| Individual masculino detalhes | Alexei Yagudin · Rússia                     | Todd Eldredge · Estados Unidos                 | Matthew Savoie · Estados Unidos                 | [ 2 ] |
| Individual feminino detalhes  | Irina Slutskaya · Rússia                    | Michelle Kwan · Estados Unidos                 | Fumie Suguri · Japão                            | [ 2 ] |
| Duplas detalhes               | Jamie Salé · David Pelletier · Canadá       | Elena Berezhnaya · Anton Sikharulidze · Rússia | Maria Petrova · Alexei Tikhonov · Rússia        | [ 2 ] |
| Dança no gelo detalhes        | Marina Anissina · Gwendal Peizerat · França | Galit Chait · Sergei Sakhnovski · Israel       | Marie-France Dubreuil · Patrice Lauzon · Canadá | [ 2 ] |

### Sparkassen Cup on Ice
| Evento                        | Ouro                                             | Prata                                            | Bronze                                      | Ref   |
| Individual masculino detalhes | Evgeni Plushenko · Rússia                        | Timothy Goebel · Estados Unidos                  | Li Chengjiang · China                       | [ 3 ] |
| Individual feminino detalhes  | Maria Butyrskaya · Rússia                        | Sarah Hughes · Estados Unidos                    | Tatiana Malinina · Uzbequistão              | [ 3 ] |
| Duplas detalhes               | Sarah Abitbol · Stéphane Bernadis · França       | Maria Petrova · Alexei Tikhonov · Rússia         | Tatiana Totmianina · Maxim Marinin · Rússia | [ 3 ] |
| Dança no gelo detalhes        | Barbara Fusar-Poli · Maurizio Margaglio · Itália | Margarita Drobiazko · Povilas Vanagas · Lituânia | Shae-Lynn Bourne · Victor Kraatz · Canadá   | [ 3 ] |

### Cup of Russia
| Evento                        | Ouro                                             | Prata                                    | Bronze                                     | Ref   |
| Individual masculino detalhes | Evgeni Plushenko · Rússia                        | Ilia Klimkin · Rússia                    | Matthew Savoie · Estados Unidos            | [ 4 ] |
| Individual feminino detalhes  | Irina Slutskaya · Rússia                         | Elena Sokolova · Rússia                  | Sarah Hughes · Estados Unidos              | [ 4 ] |
| Duplas detalhes               | Elena Berezhnaya · Anton Sikharulidze · Rússia   | Shen Xue · Zhao Hongbo · China           | Dorota Zagorska · Mariusz Siudek · Polônia | [ 4 ] |
| Dança no gelo detalhes        | Barbara Fusar-Poli · Maurizio Margaglio · Itália | Irina Lobacheva · Ilia Averbukh · Rússia | Galit Chait · Sergei Sakhnovsky · Israel   | [ 4 ] |

### Trophée Lalique
| Evento                        | Ouro                                          | Prata                                    | Bronze                                      | Ref   |
| Individual masculino detalhes | Alexei Yagudin · Rússia                       | Stanick Jeannette · França               | Roman Serov · Rússia                        | [ 5 ] |
| Individual feminino detalhes  | Maria Butyrskaya · Rússia                     | Viktoria Volchkova · Rússia              | Jennifer Kirk · Estados Unidos              | [ 5 ] |
| Duplas detalhes               | Elena Bereznaia · Anton Sikharulidze · Rússia | Jamie Salé · David Pelletier · Canadá    | Kyoko Ina · John Zimmerman · Estados Unidos | [ 5 ] |
| Dança no gelo detalhes        | Marina Anissina · Gwendal Peizerat · França   | Irina Lobacheva · Ilia Averbukh · Rússia | Kati Winkler · René Lohse · Alemanha        | [ 5 ] |

### NHK Trophy
| Evento                        | Ouro                                        | Prata                                            | Bronze                                   | Ref   |
| Individual masculino detalhes | Evgeny Plushenko · Rússia                   | Ilia Klimkin · Rússia                            | Li Chengjiang · China                    | [ 6 ] |
| Individual feminino detalhes  | Irina Slutskaya · Rússia                    | Maria Butyrskaya · Rússia                        | Tatiana Malinina · Uzbequistão           | [ 6 ] |
| Duplas detalhes               | Shen Xue · Zhao Hongbo · China              | Sarah Abitbol · Stéphane Bernadis · França       | Maria Petrova · Alexei Tikhonov · Rússia | [ 6 ] |
| Dança no gelo detalhes        | Marina Anissina · Gwendal Peizerat · França | Margarita Drobiazko · Povilas Vanagas · Lituânia | Kati Winkler · René Lohse · Alemanha     | [ 6 ] |

### Final do Grand Prix
| Evento                        | Ouro                                             | Prata                                          | Bronze                                           | Ref   |
| Individual masculino detalhes | Evgeni Plushenko · Rússia                        | Alexei Yagudin · Rússia                        | Matthew Savoie · Estados Unidos                  | [ 7 ] |
| Individual feminino detalhes  | Irina Slutskaya · Rússia                         | Michelle Kwan · Estados Unidos                 | Sarah Hughes · Estados Unidos                    | [ 7 ] |
| Duplas detalhes               | Jamie Sale · David Pelletier · Canadá            | Elena Berezhnaya · Anton Sikharulidze · Rússia | Shen Xue · Zhao Hongbo · China                   | [ 7 ] |
| Dança no gelo detalhes        | Barbara Fusar-Poli · Maurizio Margaglio · Itália | Irina Lobacheva · Ilia Averbukh · Rússia       | Margarita Drobiazko · Povilas Vanagas · Lituânia | [ 7 ] |

## Qualificação
|  | Patinadores qualificados para a Final do Grand Prix |
|  | Substitutos                                         |

### Individual masculino
| Classificação | Classificação       | Classificação   | Classificação | Classificação | Classificação | Classificação | Classificação | Classificação | Classificação |
| Pos.          | Nome                | Nacionalidade   | USA           | CAN           | GER           | RUS           | FRA           | JPN           | Total         |
| ------------- | ------------------- | --------------- | ------------- | ------------- | ------------- | ------------- | ------------- | ------------- | ------------- |
| 1             | Alexei Yagudin      | Rússia          | a             | 12            | –             | –             | 12            | –             | 24            |
| 2             | Evgeni Plushenko    | Rússia          | –             | –             | a             | 12            | –             | 12            | 24            |
| 3             | Timothy Goebel      | Estados Unidos  | 12            | –             | 9             | –             | –             | –             | 21            |
| 4             | Ilia Klimkin        | Rússia          | –             | –             | –             | 9             | –             | 9             | 18            |
| 5             | Todd Eldredge       | Estados Unidos  | 7             | 9             | –             | –             | –             | –             | 16            |
| 6             | Matthew Savoie      | Estados Unidos  | –             | 7             | –             | 7             | –             | –             | 14            |
| 7             | Stanick Jeannette   | França          | –             | –             | 0             | –             | 9             | –             | 9             |
| 8             | Roman Serov         | Rússia          | 2             | –             | –             | –             | 7             | –             | 9             |
| 9             | Takeshi Honda       | Japão           | –             | 4             | –             | –             | –             | 5             | 9             |
| 10            | Alexander Abt       | Rússia          | 4             | –             | 5             | a             | –             | –             | 9             |
| 11            | Ivan Dinev          | Bulgária        | –             | –             | 4             | 5             | –             | –             | 9             |
| 12            | Emanuel Sandhu      | Canadá          | 5             | –             | 3             | –             | –             | –             | 8             |
| 13            | Vincent Restencourt | França          | 3             | –             | –             | –             | 5             | –             | 8             |
| 14            | Li Chengjiang       | China           | –             | 0             | a             | –             | –             | 7             | 7             |
| 15            | Ben Ferreira        | Canadá          | –             | 5             | –             | –             | –             | 2             | 7             |
| 16            | Andrejs Vlascenko   | Alemanha        | –             | 2             | –             | –             | –             | 3             | 5             |
| 17            | Vitaly Danilchenko  | Ucrânia         | –             | –             | –             | 0             | 4             | –             | 4             |
| 18            | Dmitry Dmitrenko    | Ucrânia         | –             | –             | –             | –             | –             | 4             | 4             |
| 19            | Ryan Jahnke         | Estados Unidos  | –             | –             | –             | –             | 3             | –             | 3             |
| 20            | Fedor Andreev       | Canadá          | –             | 3             | –             | 0             | –             | –             | 3             |
| 21            | Michael Weiss       | Estados Unidos  | –             | –             | –             | 3             | 0             | –             | 3             |
| 22            | Roman Skorniakov    | Uzbequistão     | –             | –             | 2             | –             | –             | 0             | 2             |
| 23            | Gabriel Monnier     | França          | –             | 0             | –             | –             | 2             | –             | 2             |
| 24            | Frederic Dambier    | França          | –             | –             | –             | 2             | –             | –             | 2             |
| 25            | Yosuke Takeuchi     | Japão           | –             | –             | 1             | 1             | –             | –             | 2             |
| 26            | Anthony Liu         | Austrália       | –             | –             | –             | –             | –             | 1             | 1             |
| 27            | Trifun Zivanovic    | Estados Unidos  | 1             | –             | –             | –             | –             | 0             | 1             |
| 28            | Matthew Davies      | Reino Unido     | –             | 1             | –             | –             | –             | –             | 1             |
| 29            | Konstantin Kostin   | Letônia         | –             | –             | –             | –             | 1             | –             | 1             |
| 30            | Patrick Meier       | Suíça           | –             | –             | –             | –             | 0             | –             | 0             |
| 31            | Yamato Tamura       | Japão           | 0             | –             | –             | –             | –             | 0             | 0             |
| 32            | Szabolcs Vidrai     | Hungria         | –             | 0             | –             | –             | 0             | –             | 0             |
| 33            | Silvio Smalun       | Alemanha        | 0             | –             | 0             | –             | –             | –             | 0             |
| 34            | André Kaden         | Alemanha        | 0             | –             | 0             | –             | –             | –             | 0             |
| 35            | Jeff Langdon        | Canadá          | –             | 0             | –             | –             | –             | –             | 0             |
| 36            | David Jäschke       | Alemanha        | –             | –             | –             | 0             | –             | –             | 0             |
| 37            | Makoto Okazaki      | Japão           | –             | –             | –             | –             | 0             | –             | 0             |
| 38            | Jon In Han          | Coreia do Norte | –             | –             | –             | –             | 0             | –             | 0             |
| 39            | Laurent Tobel       | França          | –             | –             | –             | –             | –             | 0             | 0             |
| 40            | Elvis Stojko        | Canadá          | –             | –             | –             | –             | 0             | 0             | 0             |
| 40            | Stefan Lindemann    | Alemanha        | –             | –             | 0             | –             | 0             | –             | 0             |
| 40            | Guo Zhengxin        | China           | 0             | –             | –             | 0             | –             | –             | 0             |

### Individual feminino
| Classificação | Classificação            | Classificação  | Classificação | Classificação | Classificação | Classificação | Classificação | Classificação | Classificação |
| Pos.          | Nome                     | Nacionalidade  | USA           | CAN           | GER           | RUS           | FRA           | JPN           | Total         |
| ------------- | ------------------------ | -------------- | ------------- | ------------- | ------------- | ------------- | ------------- | ------------- | ------------- |
| 1             | Maria Butyrskaya         | Rússia         | –             | –             | 12            | –             | 12            | a             | 24            |
| 2             | Irina Slutskaya          | Rússia         | –             | a             | –             | 12            | –             | 12            | 24            |
| 3             | Michelle Kwan            | Estados Unidos | 12            | 9             | –             | –             | –             | –             | 21            |
| 4             | Elena Sokolova           | Rússia         | 7             | –             | –             | 9             | –             | –             | 16            |
| 5             | Sarah Hughes             | Estados Unidos | a             | –             | 9             | 7             | –             | –             | 16            |
| 6             | Tatiana Malinina         | Uzbequistão    | –             | –             | 7             | –             | –             | 7             | 14            |
| 7             | Viktoria Volchkova       | Rússia         | a             | –             | –             | 4             | 9             | –             | 13            |
| 8             | Fumie Suguri             | Japão          | –             | 7             | –             | –             | –             | 4             | 11            |
| 9             | Jennifer Kirk            | Estados Unidos | –             | –             | –             | –             | 7             | 3             | 10            |
| 10            | Sasha Cohen              | Estados Unidos | –             | –             | 4             | 5             | –             | –             | 9             |
| 11            | Jennifer Robinson        | Canadá         | –             | 5             | –             | –             | 4             | –             | 9             |
| 12            | Angela Nikodinov         | Estados Unidos | 4             | –             | –             | –             | –             | 5             | 9             |
| 13            | Elena Liashenko          | Ucrânia        | –             | –             | 5             | 3             | –             | –             | 8             |
| 14            | Vanessa Gusmeroli        | França         | –             | –             | 3             | –             | 5             | w             | 8             |
| 15            | Deanna Stellato          | Estados Unidos | –             | 4             | –             | –             | –             | –             | 4             |
| 16            | Sabina Wojtala           | Polônia        | 2             | –             | 2             | –             | –             | –             | 4             |
| 17            | Galina Maniachenko       | Ucrânia        | –             | 3             | –             | –             | –             | –             | 3             |
| 18            | Michelle Currie          | Canadá         | 3             | –             | –             | –             | –             | r             | 3             |
| 19            | Julia Soldatova          | Bielorrússia   | –             | –             | –             | –             | 3             | –             | 3             |
| 20            | Julia Sebestyen          | Hungria        | –             | –             | –             | 1             | –             | 2             | 3             |
| 21            | Yoshie Onda              | Japão          | –             | 2             | –             | –             | –             | 1             | 3             |
| 22            | Shizuka Arakawa          | Japão          | –             | –             | –             | 2             | 0             | –             | 2             |
| 23            | Elina Kettunen           | Finlândia      | –             | –             | –             | –             | 2             | –             | 2             |
| 24            | Laetitia Hubert          | França         | –             | 0             | –             | –             | 1             | –             | 1             |
| 25            | Caroline Gülke           | Alemanha       | 0             | –             | 1             | –             | –             | –             | 1             |
| 26            | Diana Poth               | Hungria        | –             | 1             | –             | –             | 0             | –             | 1             |
| 27            | Sun Siyin                | China          | 1             | –             | –             | –             | –             | –             | 1             |
| 28            | Chisato Shiina           | Japão          | 0             | –             | –             | –             | –             | –             | 0             |
| 29            | Annie Bellemare          | Canadá         | –             | 0             | –             | 0             | –             | –             | 0             |
| 30            | Silvia Fontana           | Itália         | –             | –             | –             | 0             | 0             | –             | 0             |
| 31            | Alisa Drei               | Finlândia      | –             | –             | –             | 0             | –             | 0             | 0             |
| 32            | Yuka Kanazawa            | Japão          | –             | –             | 0             | –             | –             | –             | 0             |
| 33            | Nadine Gosselin          | Canadá         | –             | –             | 0             | –             | –             | –             | 0             |
| 34            | Arisa Yamazaki           | Japão          | 0             | –             | –             | –             | –             | –             | 0             |
| 35            | Andrea Diewald           | Alemanha       | –             | –             | –             | 0             | –             | –             | 0             |
| 35            | Dirke O´Brien Baker      | Nova Zelândia  | –             | –             | –             | –             | 0             | –             | 0             |
| 37            | Stephanie Von Der Thüsen | Alemanha       | 0             | –             | 0             | –             | –             | –             | 0             |
| 37            | Mikkeline Kierkgaard     | Dinamarca      | –             | 0             | 0             | –             | –             | –             | 0             |

### Duplas
| Classificação | Classificação                           | Classificação    | Classificação | Classificação | Classificação | Classificação | Classificação | Classificação | Classificação |
| Pos.          | Nome                                    | Nacionalidade    | USA           | CAN           | GER           | FRA           | RUS           | JPN           | Total         |
| ------------- | --------------------------------------- | ---------------- | ------------- | ------------- | ------------- | ------------- | ------------- | ------------- | ------------- |
| 1             | Jamie Sale / David Pelletier            | Canadá           | 12            | 12            | –             | –             | a             | –             | 24            |
| 2             | Elena Berezhnaya / Anton Sikharulidze   | Rússia           | –             | 9             | –             | 12            | a             | –             | 21            |
| 3             | Sarah Abitbol / Stephane Bernadis       | França           | –             | –             | 12            | –             | a             | 9             | 21            |
| 4             | Shen Xue / Zhao Hongbo                  | China            | 9             | –             | –             | 9             | –             | a             | 18            |
| 5             | Maria Petrova / Alexei Tikhonov         | Rússia           | –             | a             | 9             | –             | –             | 7             | 16            |
| 6             | Dorota Zagorska / Mariusz Siudek        | Polônia          | –             | 5             | –             | 7             | a             | –             | 12            |
| 7             | Kyoko Ina / John Zimmerman              | Estados Unidos   | a             | –             | –             | 5             | 7             | –             | 12            |
| 8             | Tatiana Totmianina / Maxim Marinin      | Rússia           | 7             | –             | a             | 3             | –             | –             | 10            |
| 9             | Pang Qing / Tong Jian                   | China            | –             | a             | –             | –             | 3             | 5             | 8             |
| 10            | Aliona Savchenko / Stanislav Morozov    | Ucrânia          | –             | 3             | 4             | a             | –             | –             | 7             |
| 11            | Jacinthe Lariviere / Lenny Faustino     | Canadá           | 3             | a             | –             | –             | –             | 4             | 7             |
| 12            | Kristy Sargeant-Wirtz / Kris Wirtz      | Canadá           | –             | 0             | 5             | a             | –             | –             | 5             |
| 13            | Tiffany Scott / Philip Dulebohn         | Estados Unidos   | 4             | –             | –             | 0             | –             | –             | 4             |
| 14            | Danielle Hartsell / Steve Hartsell      | Estados Unidos   | –             | –             | 0             | –             | –             | 3             | 3             |
| 15            | Valerie Marcoux / Bruno Marcotte        | Canadá           | –             | –             | 3             | –             | 0             | –             | 3             |
| 16            | Viktoria Shliakhova / Grigori Petrovski | Rússia           | –             | –             | 0             | –             | –             | 0             | 0             |
| 17            | Jessica Miller / Jeffrey Weiss          | Estados Unidos   | 0             | –             | –             | –             | –             | –             | 0             |
| 18            | Sabrina Lefrancois / Jerome Blanchard   | França           | –             | 0             | –             | –             | 0             | –             | 0             |
| 19            | Laura Handy / Jonathon Hunt             | Estados Unidos   | –             | 0             | –             | –             | –             | –             | 0             |
| 20            | Viktoria Shklover / Valdis Mintals      | Estônia          | –             | –             | –             | –             | 0             | –             | 0             |
| 20            | Julia Shapiro / Dmitri Khromin          | Rússia           | –             | –             | –             | 0             | –             | –             | 0             |
| 20            | Olga Bestandigova / Josef Bestandig     | Eslováquia       | –             | –             | 0             | –             | –             | –             | 0             |
| 23            | Mariana Kautz / Norman Jeschke          | Alemanha         | 0             | –             | 0             | 0             | –             | –             | 0             |
| 23            | Inga Rodionova / Andrei Kroukov         | Azerbaijão       | –             | –             | –             | –             | –             | 0             | 0             |
| 23            | Katerina Berankova / Otto Dlabola       | República Tcheca | –             | –             | –             | 0             | 0             | –             | 0             |
| 23            | Marina Khalturina / Valeriy Artyuchov   | Cazaquistão      | –             | –             | –             | –             | –             | 0             | 0             |

### Dança no gelo
| Classificação | Classificação                           | Classificação    | Classificação | Classificação | Classificação | Classificação | Classificação | Classificação | Classificação |
| Pos.          | Nome                                    | Nacionalidade    | USA           | CAN           | GER           | FRA           | RUS           | JPN           | Total         |
| ------------- | --------------------------------------- | ---------------- | ------------- | ------------- | ------------- | ------------- | ------------- | ------------- | ------------- |
| 1             | Barbara Fusar Poli / Maurizio Margaglio | Itália           | 12            | –             | 12            | a             | –             | –             | 24            |
| 2             | Marina Anissina / Gwendal Peizerat      | França           | –             | 12            | –             | –             | 12            | a             | 24            |
| 3             | Irina Lobacheva / Ilia Averbukh         | Rússia           | –             | –             | –             | 9             | 9             | –             | 18            |
| 4             | Margarita Drobiazko / Povilas Vanagas   | Lituânia         | a             | –             | 9             | –             | –             | 9             | 18            |
| 5             | Galit Chait / Sergey Sakhnovsky         | Israel           | a             | 9             | –             | 7             | –             | –             | 16            |
| 6             | Kati Winkler / Rene Lohse               | Alemanha         | –             | –             | a             | –             | 7             | 7             | 14            |
| 7             | Shae-Lynn Bourne / Victor Kraatz        | Canadá           | 7             | –             | 7             | –             | –             | –             | 14            |
| 8             | Marie-France Dubreuil / Patrice Lauzon  | Canadá           | –             | 7             | –             | 3             | –             | –             | 10            |
| 9             | Elena Grushina / Ruslan Goncharov       | Ucrânia          | –             | 5             | –             | –             | –             | 5             | 10            |
| 10            | Naomi Lang / Peter Tchernyshev          | Estados Unidos   | 4             | –             | –             | 0             | 5             | –             | 9             |
| 11            | Tatiana Navka / Roman Kostomarov        | Rússia           | –             | –             | –             | 5             | –             | 3             | 8             |
| 12            | Isabelle Delobel / Olivier Schoenfelder | França           | –             | –             | 4             | –             | 4             | –             | 8             |
| 13            | Megan Wing / Aaron Lowe                 | Canadá           | –             | 4             | –             | –             | 2             | –             | 6             |
| 14            | Sylwia Nowak / Sebastian Kolasinski     | Polônia          | –             | –             | –             | 2             | –             | 4             | 6             |
| 15            | Beata Handra / Charles Sinek            | Estados Unidos   | 3             | 2             | –             | –             | –             | –             | 5             |
| 16            | Albena Denkova / Maxim Staviyski        | Bulgária         | –             | –             | –             | 4             | –             | –             | 4             |
| 17            | Chantal Lefebvre / Junstin Lanning      | Canadá           | –             | 3             | –             | –             | –             | 1             | 4             |
| 18            | Eliane Hugentobler / Daniel Hugentobler | Suíça            | –             | –             | 1             | –             | 3             | –             | 4             |
| 19            | Natalia Romaniuta / Daniil Barantsev    | Rússia           | –             | –             | 3             | –             | –             | 0             | 3             |
| 20            | Alia Ouabdelsselam / Benjamin Delmas    | França           | 2             | –             | –             | 1             | –             | –             | 3             |
| 21            | Magali Sauri / Michail Stifunin         | França           | –             | –             | 2             | –             | –             | –             | 2             |
| 22            | Debbie Koegel / Oleg Fediukov           | Estados Unidos   | –             | –             | –             | –             | –             | 2             | 2             |
| 23            | Véronique Delobel / Olivier Chapuis     | França           | 1             | –             | –             | –             | –             | –             | 1             |
| 24            | Marika Humphreys / Vitaly Baranov       | Reino Unido      | –             | 0             | –             | –             | 1             | –             | 1             |
| 25            | Alexandra Kauc / Filip Bernadowski      | Polônia          | –             | 1             | –             | –             | –             | –             | 1             |
| 26            | Svetlana Kulikova / Arseni Markov       | Rússia           | –             | 0             | –             | 0             | –             | –             | 0             |
| 27            | Nelly Gourvest / Cedric Pernet          | França           | –             | –             | –             | –             | 0             | 0             | 0             |
| 28            | Agata Blazowska / Marcin Kozubek        | Polônia          | –             | –             | 0             | –             | –             | –             | 0             |
| 29            | Anastasia Grebenkina / Vitaly Novikov   | Rússia           | 0             | –             | –             | –             | –             | –             | 0             |
| 30            | Gloria Agogliati / Luciano Milo         | Itália           | –             | –             | 0             | –             | 0             | –             | 0             |
| 31            | Nakako Tsuzuki / Rinat Farkhoutdinov    | Japão            | 0             | –             | –             | –             | –             | 0             | 0             |
| 32            | Rie Arikawa / Kenji Miyamoto            | Japão            | –             | 0             | –             | –             | 0             | –             | 0             |
| 33            | Zita Gebora / Andras Visontai           | Hungria          | –             | –             | –             | 0             | –             | –             | 0             |
| 34            | Nozomi Watanabe / Akiyuki Kido          | Japão            | –             | –             | 0             | –             | –             | 0             | 0             |
| 35            | Zhang Weina / Cao Xianming              | China            | –             | –             | –             | –             | 0             | –             | 0             |
| 36            | Katarina Kovalova / David Szurman       | República Tcheca | –             | –             | –             | 0             | –             | –             | 0             |
| 36            | Nina Ulanova / Alexander Pavlov         | Rússia           | 0             | –             | –             | –             | –             | –             | 0             |
| 38            | Stephanie Rauer / Thomas Rauer          | Alemanha         | –             | –             | 0             | 0             | –             | –             | 0             |